# Provincia Llanquihue
Llanquihue (Provincia de Llanquihue) este o provincie din regiunea Los Lagos, Chile, cu o populație de 368.127 locuitori (2012) și o suprafață de 14876,4 km2.